# Маки MC.200
Маки MC.200/ Macchi MC.200 је италијански нискокрилни једнокрилац, једномоторни ловачки авион, користио се у периоду уочи у току и непосредно после Другог светског рата.

## Пројектовање и развој
Године 1937. Генерална дирекција ваздухопловних конструкција расписала је конкурс за нови ловац којим ће се опремити Regia Aeronautica RA (Италијанско ратно ваздухопловство). Спецификација је захтевала да нови авион има конфигурацију монопланског ниског крила, стајни трап који се увлачи и да се за погон користи FIAT А.74 RC.38, ваздушно хлађени, 14-цилиндарски, радијални мотор са две (удвојене) звезде.
На основу тог захтева фирма Macchi (Маки) и њен главни пројектант Марио Kастолди, пројектовао је ниско крилни моноплан, потпуно металне конструкције, рад на прототипу се одвијао паралелно са израдом пројекта, тако да је овај авион први пут полетео 24. децембра 1937. године. За време тестирања прототипа вршена су побољшања и отклањани уочени недостаци тако да је 1939. године добијена дозвола за почињање серијске производње новог авиона.

## Технички опис
Носећа конструкција авиона је била полумонокок, сет рамова направљених од дуралуминијума међусобно су повезани уздужним укрућењима а алуминијумска облога је била закивцима причвршћена за уздужна укрућења и попречне рамове. Носач мотора је био направљен од заварених легираних челичних цеви. Труп је изведен као центроплан (труп изједна са средњим делом крила). Пилот је седео у затвореној или полуотвореном кокпиту (италијански пилоти су нерадо летели у затвореним кабинама) испод клизног прозирног поклопца; седиште је било подесиво и по висини и по углу нагиба у складу са жељама пилота. Команде за управљање авионом су биле комбинација полужних система и челичних ужади са ужетњачама. Авион је био опремљен кисеоничком опремом, стационарним противпожарним системом са CO2, оптичким нишаном, радиостаницом а ловци бомбардери и са спољним системом за подвешавање бомби.
Најчешће уграђиван мотор у авион Маки MC.200 је био Фиат А.74 RC.38 14-цилиндрични ваздухом хлађеним, радијални мотор са турбопуњачем, снаге 870 КS (650 kW), при узлетању 960 КS (720 kW). Мотор је био обложен NACA прстеном за побољшано хлађење мотора. Мотор је имао уграђен редуктор и трокраку Хамилитон елису са променљивим кораком. У побољшану верзију, Маки MC.200bis је уграђиван мотор Piaggio P.XIX снаге 1.150KS(845kW).
Крила су имала облик једнакокраког трапеза са заобљеним крајем а оса им је била управна на осу трупа авиона. Технички су изведена из три дела. Први део је био саставни део центроплана тј трупа, имао је конструкцију од челичних цеви. За тај део су биле причвршћене предње ноге стајног трапа и у њему су били простори за увлачеће предње ноге стајног трапа и неопходни уређаји за њихово покретање. Поред тога у овај део крила су била смештена и два резервоара за гориво и халдњаци за уље. За центроплан су се качила спољна крила која су била направљена од легура лаких метала. Она су била опремљена крилцима за управљане (елерони), чија је конструкција била метална а облога од импрегнираног платна. Закрилца су била потпуно метална са хидрауличним системом управљања.
Реп авиона се састоји од једног вертикалног стабилизатора и кормила правца и два хоризонтална стабилизатора са кормилима дубине. Носеће конструкције репа су металне а облога од алуминијумског лима причвршћена закивцима. Управљачке површине кормило правца и кормило дубине су металне конструкције обложене импрегнираним платном.
Авион је имао класичан стајни трап две главне ноге са точковима напред и један трећи точак под репом авиона. Главне ноге стајног трапа су биле причвршћене за крила а увлачиле су се према трупу. Увлачење стајног трапа је било хидрауличним путем.
Наоружање: Aвион је био наоружан са два митраљеза Бреда-САФАТ калибра 12,7 mm са 300 метака по митраљезу. Митраљези су гађали кроз обртно поље елисе. Ловци бомбардери су поред стрељачког наоружања могли да понесу 200 до 300 kg подвешаних бомби испод крила.

## Верзије
- MC.200 - серијски модел са мотором Fiat A74 RC.38
- MC.200bis - побољшана верзија са мотором Piaggio P.XIX снаге 1150KS(845kW)
- MC.200AS - модел направљен за тропске пределе (Северна Африка)
- MC.200CB - ловац-бомбардер
- MC.201 - побољшана верзија MC.200 са мотором Fiat A76 RC.40 снаге 1000KS

## Земље које су користиле авион Маки MC.200
- Краљевина Италија
- Трећи рајх
- Слободна Француска

## Оперативно коришћење
Авион Маки MC.200 је произведен у 1.153 примерка а коришћен је у периоду од 1939. до 1947. године. У периоду између уласка Италије у рат и капитулације септембра 1943, Маки MC.200 је био најприсутнији италијански ловац на свим оперативним фронтовима: од Медитерана до Африке и од Балканског полуострва до Совјетског Савеза.

### Коришћење авиона Маки MC.200 на југослованском подручју
У току операција у Априлском рату против Краљевине Југославије, учествовали су и ови авиони. Његови пилоти су уништили укупно 20 хидроавиона и летећих чамаца, док су оштетили још 10. Поред тога, запалили су танкер за нафту, камион за гориво, неколико других возила и уништили лучке инсталације. При томе није изгубљен ниједан MC.200. Нема података да је овај авион коришћен у Хрватском ратном зракопловству НДХ.

### Сачувани примерци авиона
Сачувана су два примерка овог авиона један се налази у музеју ратног ваздухопловства САД (Дејтон Охајо) а други у музеју ратног ваздухопловства Италије (Вигна ди Валле). Поред ова два комплетна авиона један некомплетан примерак се чува у музеју Museo dell'aeronautica Gianni Caproni из Trento.